# Caesar (band)
Caesar was een Amsterdamse gitaarband, die eind jaren 90 doorbrak met het album No rest for the alonely.

## Geschiedenis

### Oprichting
Roald van Oosten zingt en speelt keyboard in de band Little Furry Things, als hij drumster Marit de Loos van Chicas Del Rock tegenkomt. De twee raken aan de praat en het blijkt goed te klikken. De twee besluiten ter stond een band op te richten. Een onderwerp dat steeds terugkomt bij hun latere ontmoetingen. Als Roald van Oosten in 1994 in een bar Sem Bakker tegenkomt, die dezelfde muzikale ideeën lijkt te hebben als hij en Marit de Loos, wordt hij, ondanks het gebrek aan enige ervaring, benoemd tot bassist. Roald van Oosten wordt de gitarist van de nieuwe band, die zij Caesar noemen. Er wordt een aantal keer geoefend, waarna er al snel enkele demo-opnames worden gemaakt.

### Clean
In 1995 komen de demo-opnamen terecht bij Ferry Roseboom. Hij ziet een duidelijk stijgende lijn in de opnamen en besluit de band te tekenen voor zijn zojuist opgerichte platenlabel (Nothing sucks like) Electrolux, het latere Excelsior Recordings. Het nummer Goodbye to Barruschna is een van de eerste vinylsingles die uitkomen op het label. Hierna gaat Caesar werken aan hun debuutalbum met Excelsior huisproducer Frans Hagenaars. Het album Clean verschijnt in 1996.
De single Firefly wordt opgepikt door diverse radiostations en het nummer verschijnt op de Nieuw Nederlands Peil promotie-cd. De band krijgt, mede door tournees met andere Excelsiorkopstukken als Daryll-Ann en Johan, een grote fanschare. De band treedt veelvuldig op op diverse Nederlandse podia en ontvangt van stichting Conamus een Zilveren Harp, als veel belovende band.

### No rest for the alonely
In 1997 staat Caesar op Noorderslag, waar het een succesvol optreden geeft. Hierna gaat de band weer met Frans Hagenaars de studio in om hun tweede album No rest for the alonely op te nemen. Dit album wordt gelauwerd en de remixsingle Situations complications krijgt redelijk wat airplay en groeit, met de tekst Life gets so much easier when you're stoned, uit tot een festivalklassieker. In 1998 treedt de band zowel op Pinkpop als op Lowlands op. In 1999 wordt het album genomineerd voor een Edison. Het Engelse label China Records, onder andere bekend van The Levellers toont interesse in de band en zo wordt de cd ook uitgegeven in Engeland onder de grammaticaal kloppende titel No rest for the lonely. Vervolgens toert Caesar voor de Marlboro Flashbacks met nummers van Motown.

### Leaving sparks
Eind 1999 vertrekt de band naar Amerika, om daar opnamen te maken met legendarische noiseproducer Steve Albini, onder andere bekend van Nirvana en Pixies. Het resultaat is echter anders dan door fans en media verwacht wordt. Als het album Leaving sparks, voorafgegaan door de ep Stellar road, in maart 2000 verschijnt, blijkt het, ondanks de betrokkenheid van Steve Albini, een zeer ingetogen album te zijn, met rustige luisterliedjes, dat erg leunt op de toetsenpartijen van Roald Van Oosten. Deze stap wordt hen door een deel van de fanschare niet in dank afgenomen en een moeilijke periode voor de band breekt aan. Om de nummers live te kunnen neerzetten wordt Marien Dorleijn van de band Nimbus en later Moss toegevoegd aan de band. In deze samenstelling speelt de band op Pinkpop. Hetzelfde jaar verschijnt nog de ep Right from wrong en laat Caesar zich horen op de Doe Maar-tribute Trillend op mijn benen met het nummer Doris Day. Daarnaast brengt de band een splitsingle uit met Steve Albini's band Shellac, welke enkel verkrijgbaar was bij het boek Barbaraal - Sex, drugs & strips van small press striptekenaresse Barbara Stok. Dit boek werd gepresenteerd op Lowlands en was een week later uitverkocht. Het nummer 'The safeword' zou later in een andere versie opduiken op de cd Caesar. Hierna wordt het angstvallig stil rond de band. De band toert voornamelijk in het buitenland en bandleden richten zich op zijprojecten, zo werkt Van Oosten aan muziek van enkele films. In 2002 verlaat Marien Dorleijn de band weer, om zich te kunnen richten op zijn eigen band.

### Caesar
In 2003 slaat de band terug met het album Caesar, dat, net als hun eerste en tweede plaat, is opgenomen met Frans Hagenaars. Het album is fel en doet voornamelijk denken aan de debuutplaat Clean. Om zich meer te kunnen richten op de buitenlandse markt, worden de namen van de bandleden veranderd in de artiestennamen Roald Von, Semmie Automatic en Claire Obscure. De band plant een tournee langs de Nederlandse zalen en heeft ook enkele optreden in Amerika. Hierna besluit de band een rustpauze in te lassen om op krachten te komen. Tijdens dit jaar sabbatical richt Roald van Oosten zich op het schrijven van filmmuziek, onder andere voor de films Zoenen of schoppen, Brommermeisjes en Based on a true story. Hiernaast richt Van Oosten de band Ghost Trucker op, welke meer elektronisch gerichte muziek speelt. Marit de Loos speelt mee met Solex tijdens haar tournees door Nederland, Europa en Amerika.

### Before my band explodes
In 2006 komt de band weer bij elkaar. Er wordt besloten een verzamelaar uit te brengen, met de singles, diverse B-kantjes, ep-tracks en lievelingsnummers van de bandleden. Er wordt een tournee gepland langs de Nederlandse podia, waarin de plaat integraal wordt nagespeeld. Later dat jaar verschijnt er ook nog een cd van Ghost Trucker. Het album blijkt de zwanenzang te zijn van de band. In februari 2008 brengt Caesar het bericht naar buiten dat de band stopt. In het persbericht stelt Van Oosten "Het was heel lang vanzelfsprekend om als drie-eenheid te werken dat je het idee krijgt dat zoiets nooit zal stoppen. Maar die vanzelfsprekendheid hield, ik zou bijna zeggen 'vanzelfsprekend' op."

### Na Caesar
Het afscheidsconcert van de band is op 3 april 2008, met medewerking van andere Excelsior-artiesten. Na het beëindigen van Caesar speelde De Loos in Scram C Baby. Hierna was ze korte tijd drummer in The Heights, na het vertrek van Marc van der Holst. Later voegde Susanne Linssen haar toe aan haar Band of Beginners. Van Oosten richtte zich de eerste jaren voornamelijk op muziek maken bij film- en theaterproducties. In maart 2016 presenteerde hij zijn eerste solo-album Oh Dark Hundred. Bakker richtte zich op een carrière in de advocatuur en richtte samen met geluidsman Remko Schouten het project Six Def op, waarmee zij bluesmuziek maken voor films en televisieseries. Een nummer van het duo werd gebruikt in het tweede seizoen van de serie Suits en in de serie Californication.
Op 1 juni 2016 hield Caesar een eenmalig reünieconcert in de Tolhuistuin in Amsterdam ter ere van het 20-jarig bestaan van Excelsior Recordings.

## Bezetting
- Roald van Oosten Roald Von - zang, gitaar, keyboards
- Sem Bakker Semmie Automatic - basgitaar, zang
- Marit de Loos Claire Obscure - zang, drums
- Marien Dorleijn - gitaar (2000-2002)

## Discografie

### Albums
| Album met eventuele hitnotering(en) in de Nederlandse Album Top 100 | Datum van verschijnen | Datum van binnenkomst | Hoogste positie | Aantal weken | Opmerkingen                                                 |
| ------------------------------------------------------------------- | --------------------- | --------------------- | --------------- | ------------ | ----------------------------------------------------------- |
| Clean                                                               | 3-6-1996              |                       |                 |              |                                                             |
| No rest for the alonely                                             | 2-3-1998              |                       |                 |              | tweede editie met gratis live-cd Night of the living Caesar |
| Leaving sparks                                                      | 6-3-2000              |                       |                 |              |                                                             |
| Caesar                                                              | 24-2-2003             |                       |                 |              |                                                             |
| No rest for the alonely                                             | 10-3-2003             |                       |                 |              | heruitgave van 20 tracks met B-kanten en live-uitvoeringen  |
| Before my band explodes                                             | 16-1-2006             |                       |                 |              |                                                             |

### Singles
| Single met eventuele hitnotering(en) in de Nederlandse Top 40 | Datum van verschijnen | Datum van binnenkomst | Hoogste positie | Aantal weken | Opmerkingen                                |
| ------------------------------------------------------------- | --------------------- | --------------------- | --------------- | ------------ | ------------------------------------------ |
| Goodbye to Barruschna                                         | 1995                  |                       |                 |              | gelimiteerde vinylsingle, oplage 400 stuks |
| No reply                                                      | 15-7-1996             |                       |                 |              |                                            |
| Firefly                                                       | 6-9-1996              |                       |                 |              | gelimiteerde vinylsingle, oplage 200 stuks |
| I took it home                                                | 15-7-1998             |                       |                 |              | gelimiteerde oplage 400 stuks              |
| Situations complications                                      | 30-3-1998             |                       |                 |              | remixsingle                                |
| Before my head explodes                                       | 17-8-1998             |                       |                 |              |                                            |
| The stellar road EP                                           | 7-2-2000              |                       |                 |              | restopnames van Leaving sparks             |
| Right from wrong EP                                           | 1-5-2000              |                       |                 |              |                                            |